# Psoroptes equi
Psoroptes equi är en spindeldjursart som först beskrevs av Erich Martin Hering 1838.  Psoroptes equi ingår i släktet Psoroptes och familjen Psoroptidae. Inga underarter finns listade i Catalogue of Life.